# نیوشت
نیوشت روستایی است از توابع مرکزی شهرستان ساوه در استان مرکزی ایران.

## جمعیت
این روستا در دهستان شاهسونکندی قرار دارد و براساس سرشماری مرکز آمار ایران در سال ۱۳۸۵، جمعیت آن ۲۰۱ نفر (۸۱ خانوار) است.